# Helena Jabłonowska
Helena Jabłonowska, z domu Rey, pseud. Rzepicha (ur. 4 stycznia 1895 w Andrychowie, zm. 11 czerwca 1977 w Krakowie) – polska działaczka społeczna.

## Życiorys
Była córką Mikołaja Reya (ziemianina, działacza politycznego związanego z ruchem ludowym) i Marii z Bobrowskich. Od młodości była zaangażowana w działalność społeczną. Przed I wojną światową organizowała kursy dla dziewcząt w parafiach powiatów pilzneńskiego i rohatyńskiego, a także koła Sokoła i Strzelca. W czasie wojny wsparła datkiem 50 tysięcy koron (podobnie jak ojciec) Legiony Polskie, w Wiedniu opiekowała się polskimi uchodźcami. Po odzyskaniu przez Polskę niepodległości działała w Akcji Katolickiej i organizowała koła gospodyń wiejskich.
W czasie II wojny światowej należała do Armii Krajowej, w szeregach której używała pseudonimu Rzepicha; przewodniczyła Radzie Głównej Opiekuńczej w Dębicy, pomagała osobom narodowości żydowskiej oraz więźniom obozu w Pustkowie.
Wyszła za mąż za Józefa Jabłonowskiego. Miała czwórkę dzieci: Stanisława, Andrzeja, Krzysztofa i Marię.